# Chalcis biguttata
Chalcis biguttata is een vliesvleugelig insect uit de familie bronswespen (Chalcididae). De wetenschappelijke naam is voor het eerst geldig gepubliceerd in 1808 door Spinola.